# Albaniola olympicola
Albaniola olympicola es una especie de escarabajo del género Albaniola, familia Leiodidae. Fue descrita por Casale en 1981.

## Distribución
Se encuentra en Grecia.